# FK Kauno Žalgiris
El FK Kauno Žalgiris és un club de futbol lituà de la ciutat de Kaunas. fundat el 2004.

## Palmarès
- A lyga: 0
  - 2 posició: 2022
  - 3 posició: 2020, 2021, 2024

### Partits
| Temporada | Competició         | Ronda | Club             | Local | Visitant | Total |  |
| --------- | ------------------ | ----- | ---------------- | ----- | -------- | ----- |  |
| 2019–20   | UEFA Europa League | 1Q    | Apollon Limassol | 0–2   | 0–4      | 0–6   |  |

## Plantilla 2024
La relació de jugadors de la plantilla del Kauno Žalgiris la temporada 2024 és la següent: alyga.lt
| 22 | POR | [[Fitxer:Flag of Lithuania.svg\|23x15px\|border \|alt=Lituània\|link=Selecció de futbol de Lituània\|{{#if:\|]] | Deividas Mikelionis |  |  |  |  |  |
| 13 | POR | [[Fitxer:Flag of Lithuania.svg\|23x15px\|border \|alt=Lituània\|link=Selecció de futbol de Lituània\|{{#if:\|]] | Ignas Plūkas        |  |  |  |  |  |
|    |     | |                     |  |  |  |  |  |
| 83 | DEF | [[Fitxer:Flag of Lithuania.svg\|23x15px\|border \|alt=Lituània\|link=Selecció de futbol de Lituània\|{{#if:\|]] | Pijus Nainys        |  |  |  |  |  |
|    |     | |                     |  |  |  |  |  |
| 7  | MIG | [[Fitxer:Flag of Lithuania.svg\|23x15px\|border \|alt=Lituània\|link=Selecció de futbol de Lituània\|{{#if:\|]] | Artūras Dolžnikovas |  |  |  |  |  |
| 10 | MIG | [[Fitxer:Flag of Lithuania.svg\|23x15px\|border \|alt=Lituània\|link=Selecció de futbol de Lituània\|{{#if:\|]] | Gratas Sirgėdas     |  |  |  |  |  |

| 15 | MIG | [[Fitxer:Flag of Lithuania.svg\|23x15px\|border \|alt=Lituània\|link=Selecció de futbol de Lituània\|{{#if:\|]] | Karolis Šilkaitis |  |  |  |  |  |
| 23 | MIG | [[Fitxer:Flag of Ghana.svg\|23x15px\|border \|alt=Ghana\|link=Selecció de futbol de Ghana\|{{#if:\|]]           | Divine Naah       |  |  |  |  |  |
| 25 | MIG | [[Fitxer:Flag of Nigeria.svg\|23x15px\|border \|alt=Nigèria\|link=Selecció de futbol de Nigèria\|{{#if:\|]]     | Oyinlola Kayode   |  |  |  |  |  |
| 80 | MIG | [[Fitxer:Flag of Lithuania.svg\|23x15px\|border \|alt=Lituània\|link=Selecció de futbol de Lituània\|{{#if:\|]] | Edvinas Kloniūnas |  |  |  |  |  |
|    |     | |                   |  |  |  |  |  |
| —  | DAV | [[Fitxer:Flag of Lithuania.svg\|23x15px\|border \|alt=Lituània\|link=Selecció de futbol de Lituània\|{{#if:\|]] |                   |  |  |  |  |  |

## Entrenadors
- Laimis Bičkauskas (2013 – 2016)
- Vitalijus Stankevičius (2017)[1]
- Laimis Bičkauskas/ Ignas Dedura / Andrius Velička (2017)[2]
- Johnatan McKinstry (2017)
- Mindaugas Čepas (2017 – 2019)[3]
- Rokas Garastas (2019 – 2023)[4]
- Marius Stankevičius (2023)
- Glenn Ståhl (2023–2024)
- Saulius Širmelis (2024)[5]